# Cliff Meely
Cliff Meely (10 de julio de 1947 en Rosedale, Misisipi) es un exjugador de baloncesto estadounidense que jugó 5 temporadas en la NBA, además de hacerlo también en la Liga Italiana y la Liga Francesa. Con 2,03 metros de altura, lo hacía en la posición de ala-pívot.

## Trayectoria deportiva

### Universidad
Tras jugar un año en el pequeño Community College de Northeastern, jugó durante tres temporadas con los Buffaloes de la Universidad de Colorado, en las que promedió 24,5 puntos y 12,1 rebotes por partido. Fue elegido en sus tres temporadas en el mejor quinteto de la Big Eight Conference y mejor jugador en la primera de ellas. Todavía conserva los récords de su universidad de más puntos en un partido, con 47, y en una temporada, con 729. Lideró su conferencia en anotación en 1969 y 1971, y en 1971 fue incluido además en el tercer equipo All-American.

### Profesional
Fue elegido en la séptima posición del Draft de la NBA de 1971 por Houston Rockets, y también por los Denver Rockets en la primera ronda del Draft de la ABA, eligiendo la primera opción. En su primera temporada tuvo bastantes minutos para un novato, que se tradujeron en unos promedios de 9,9 puntos y 6,6 rebotes por partido, a la larga, su mejor campaña como profesional. Jugó tres temporadas completas más con los Rockets, en las que fue perdiendo protagonismo sobre la pista.
Poco después del comienzo de la temporada 1975-76 es despedido del club, firmando un par de meses después como agente libre con Los Angeles Lakers, con quienes terminó la temporada, siguiendo la mayoría de los partidos desde el banquillo. Al año siguiente probó fortuna en la liga italiana jugando dos temporadas en el Althea Rieti, con quienes ascendió de la Serie A2 a la A1, y llevó a disputar la final de la Copa Korac al año siguiente.
Tras una temporada en el Mulhouse FA de la liga francesa, acabó su carrera en el Eldorado Roma italiano, en 1981.

## Estadísticas de su carrera en la NBA

### Temporada regular
| Año     | Equipo      | PJ  | MPP  | %TC  | %TL  | RPP | APP | ROB | TPP | PPP |
| ------- | ----------- | --- | ---- | ---- | ---- | --- | --- | --- | --- | --- |
| 1971-72 | Houston     | 77  | 23.6 | .406 | .675 | 6.6 | 1.5 |     |     | 9.9 |
| 1972-73 | Houston     | 82  | 20.7 | .408 | .672 | 6.0 | 1.1 |     |     | 7.7 |
| 1973-74 | Houston     | 77  | 22.8 | .427 | .643 | 5.7 | 1.6 | .7  | 1.0 | 9.7 |
| 1974-75 | Houston     | 48  | 15.7 | .447 | .723 | 3.4 | .9  | .4  | .4  | 7.9 |
| 1975-76 | Houston     | 14  | 12.4 | .395 | .563 | 3.7 | .7  | .6  | .3  | 5.2 |
| 1975-76 | L.A. Lakers | 20  | 7.0  | .392 | .750 | 2.3 | .5  | .3  | .2  | 3.2 |
| Total   | Total       | 318 | 19.9 | .417 | .675 | 5.4 | 1.3 | .6  | .7  | 8.4 |